# ستيفن براون (لاعب كرة قدم أسترالية)
ستيفن براون (بالإنجليزية: Steven Browne)‏ هو لاعب كرة قدم أسترالية أسترالي، ولد في 1 فبراير 1989 في برث في أستراليا.

## وصلات خارجية
- ستيفن براون على موقع AustralianFootball.com (الإنجليزية)
- ستيفن براون على موقع AFLtables.com (الإنجليزية)